# 府中村 (香川県)
府中村（ふちゅうむら）は、香川県綾歌郡にあった村。現在の坂出市府中町。

## 歴史
- 1890年2月15日 - 町村制施行に伴い、阿野郡府中村が発足。
- 1899年4月1日 - 阿野郡が鵜足郡と合併し、綾歌郡となる。
- 1954年4月1日 - 坂出市に編入合併。同日付で府中村が廃止。